# Toomas Savi
Toomas Savi (Tartu, 30 dicembre 1942) è un politico estone.
Esponente del Partito Riformatore Estone, fu eletto deputato alle parlamentari del 1995, del 1999 e del 2003; dal 1995 al 2003 ricoprì l'incarico di presidente del Riigikogu e dal 2003 al 2004 ne fu vicepresidente.
Nominato osservatore al Parlamento europeo nel 2003, lasciò il parlamento nazionale l'anno successivo, quando fu eletto alle elezioni europee.
Terminò il mandato di europarlamentare nel 2009.